# Julius Skalweit
Julius Karl Skalweit (* 20. Juni 1841 in Spannegeln, Ostpreußen; † 6. Mai 1891 in (Berlin-) Schöneberg) war ein deutscher Architekt und Baubeamter.

## Leben
Julius Skalweit wurde im ostpreußischen Dorf Spannegeln geboren, dem heutigen Dubrowka in der russischen Exklave Oblast Kaliningrad. Er besuchte die Bauschule in Königsberg und studierte anschließend an der Berliner Bauakademie.
1860 bestand er die Feldmesser-Prüfung und 1870 die Baumeister-Prüfung (entsprechend dem späteren zweiten Staatsexamen). Während des Deutsch-Französischen Kriegs war er Soldat in der Feldeisenbahn-Abteilung des 14. Armee-Korps. Von 1871 bis 1872 sorgte er als Sektionsbaumeister für die Fertigstellung der Eisenbahn-Trasse Eilenburg–Leipzig und später für den Bau des zugehörigen Eilenburger Bahnhofs in Leipzig.
Zum 1. Juni 1876 trat er in den Dienst der Reichspost und arbeitete zunächst bei der Oberpostdirektion Erfurt, wo er im Dezember 1876 zum Postbaurat ernannt wurde. 1878 wurde er zur Oberpostdirektion Hannover versetzt.
1881 wurde er als längerfristiger Vertreter für August Kind, den damaligen Chef der Zentral-Bauabteilung im Reichspostamt, nach Berlin versetzt. 1889 wurde er als dessen Nachfolger zum Geheimen Postrat ernannt und war als vortragender Rat bzw. bautechnischer Referent im Reichspostamt in Berlin tätig. 1890 wurde er zum außerordentlichen Mitglied der Preußischen Akademie des Bauwesens berufen.
Skalweit starb kurz vor seinem 50. Geburtstag infolge eines unheilbaren Nervenleidens.

## Bauten und Entwürfe
- 1860: Entwurf zu einem Thorwege für ein reicheres städtisches Wohngebäude in der September-Monatskonkurrenz des Architekten-Vereins zu Berlin
- 1869: Entwurf Empfangsgebäude für die Berliner Verbindungsbahn in der September-Monatskonkurrenz des Architekten-Vereins zu Berlin
- 1871–1872: Bauleitung der Eisenbahntrasse Leipzig-Eilenburg
- 1874–1876: Bauleitung beim Eilenburger Bahnhof in Leipzig (nach Entwurf von Richard Steche)
- 1876–1879: Post- und Telegraphengebäude in Emden
- 1877–1880: Post- und Telegraphengebäude in Hildesheim
- 1877–1881: Post- und Telegraphengebäude in Hannover
- 1878–1881: Bauleitung beim Gebäude der Oberpostdirektion Braunschweig (nach Entwurf von Julius Carl Raschdorff)

Die 1891 veröffentlichten Nachrufe (vgl. Literatur) nennen als seine Werke weitere, nicht genauer bezeichnete oder datierte Postbauten in Meiningen, Osnabrück, Hameln und Verden.